# ستان آرثر
الأدميرال ستانلي ر. آرثر (Admiral Stanley R. Arthur, USN) (من مواليد 27 سبتمبر 1935 م)، كان نائب رئيس العمليات البحرية 1992-1995 م، في الأسطول الأميركي وبرزت شهرته أكثر من 37 عاما كضابط في البحرية الأمريكية.

## التعليم
تخرج آرثر من جامعة ميامي في أكسفورد في أوهايو. حصل بعد ذلك على درجة بكالوريوس ثانية في هندسة الطيران من كلية البحرية الأمريكية العليا وحصل على درجة الماجستير في الإدارة من جامعة جورج واشنطن.

## بعد تقاعده
انضم آرثر إلى شركة المنتجات العسكرية لوكهيد مارتن في عام 1996، وعين رئيساً لوحدة الصواريخ ومكافحة الحرائق - أورلاندو، فلوريدا، في يوليو 1999.

## الجوائز والأوسمة
|             |  |                        |
|             |  |                        |
|             |  |                        |
|             |  |                        |
| Bronze star |  |                        |
|             |  | Gold star              |
|             |  | [[ملف:\|106px\|alt= ]] |
|             |  |                        |
|             |  |                        |